# Natalia Romero Talguia
Natalia Angélica Romero Talguia (Rancagua, 29 de junio de 1985) es una periodista y política independiente chilena. Desde marzo de 2021 ejerce como diputada por el Distrito N°15 de la Región de O'Higgins, siendo elegida en un cupo de la Unión Demócrata Independiente (UDI).

## Biografía
Hija de Jorge Eugenio Romero Acuña y de Diby Angélica Talguia Farfán. Realizó su enseñanza media en el Colegio Inglés Saint John, del cual egresó en 2003. Posteriormente, ingresó a estudiar periodismo en la Universidad Andrés Bello, titulándose en 2009. Magíster en Ciencias Políticas y diplomada en Marketing Digital.
Entre 2011 y 2014 se desempeñó como Jefa de Comunicaciones de la Dirección del Servicio de Salud de O'Higgins.
Para las elecciones parlamentarias de 2021 postuló como candidata a diputada independiente, dentro de la lista de Chile Podemos +, por el Distrito N°15, que abarca las comunas de Codegua, Coinco, Coltauco, Doñihue, Graneros, Machalí, Malloa, Mostazal, Olivar, Quinta de Tilcoco, Rancagua, Rengo y Requínoa. Fue electa con 10.344 votos correspondientes a un 5,21% del total de sufragios válidamente emitidos. Asumió el cargo el 11 de marzo de 2022, integrando las comisiones permanentes de Familia; y de Mujeres y Equidad de Género.

## Historial electoral

### Elecciones parlamentarias de 2021
- Elecciones parlamentarias de 2021 a Diputado por el distrito 15 (Codegua, Coinco, Coltauco, Doñihue, Graneros, Machalí, Malloa, Mostazal, Olivar, Quinta de Tilcoco, Rancagua, Rengo y Requínoa).[1]